# Leipziger Hochverratsprozess

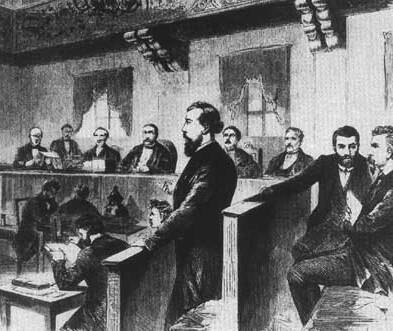
Wilhelm Liebknecht (in der Mitte im Zeugenstand stehend), August Bebel (1.v.r.) und Adolf Hepner (2.v.r.) als Angeklagte beim Leipziger Hochverratsprozess

Als Leipziger Hochverratsprozess wird der Prozess gegen die prägenden Führungsgestalten der frühen deutschen Sozialdemokratie, Gründungsinitiatoren und Mitglieder der damaligen noch am Marxismus ausgerichteten Sozialdemokratischen Arbeiterpartei (SDAP), August Bebel und Wilhelm Liebknecht sowie den Parteizeitungs-Redakteur Adolf Hepner, vor dem Leipziger Schwurgericht im März 1872 bezeichnet.

## Vorgeschichte
Bei der Abstimmung zur Bewilligung der Kriegskredite im Reichstag des Norddeutschen Bundes für den Deutsch-Französischen Krieg am 19. Juli 1870 hatten sich August Bebel und Wilhelm Liebknecht der Stimme enthalten. Bei einer erneuten Debatte am 26. November desselben Jahres um die Bewilligung weiterer Kriegsgelder brachten die beiden einen Friedensvorschlag „unter Verzichtleistung auf jede Annexion französischen Gebietes“ ein. Die Diskussion zu diesem Vorschlag mündete in den Vorwurf des Landesverrates gegen die beiden Abgeordneten. Nach späteren Tumulten und tätlichen Angriffen, vor allem gegen Liebknecht, wurden die beiden zusammen mit Adolf Hepner, dem zweiten Redakteur des Zentralorgans der SDAP, Der Volksstaat, am 17. Dezember 1870 verhaftet (Anlass war die Veröffentlichung von Bebels Briefen an die Parteiführung). Nachdem in der Folge der Gründung des deutschen Nationalstaats als am monarchischen Prinzip ausgerichtetes Kaiserreich am 3. März 1871 der deutsche Reichstag gewählt worden war und August Bebel ein Mandat dabei erhalten hatte, beugte sich die Regierung dem wachsenden Druck und entließ die drei am 28. März 1871 vorerst aus der Haft.

## Der Prozess
Da der Krieg mit Frankreich beendet war, konnte kein Prozess wegen Landesverrates mehr stattfinden. Reichskanzler Otto von Bismarck drängte jedoch weiterhin auf eine Verurteilung, und so wurde aus der Anklage wegen Landesverrates eine Anklage wegen Hochverrates, was aber einige Zeit in Anspruch nahm. Am 11. März 1872 begann der Prozess gegen Bebel, Liebknecht und Hepner vor dem Leipziger Schwurgericht unter dem Vorsitz des Bautzner Bezirksgerichtsdirektors Alexander Eduard von Mücke. Einer der beiden Anwälte war der Leipziger Rechtsanwalt und spätere Landtagsabgeordnete Otto Freytag. Der andere war dessen Bruder Bernhard Freytag aus Plauen.
Ein konkreter Anklagegrund konnte nicht gefunden werden (man zog hauptsächlich sämtliche Veröffentlichungen der drei Angeklagten heran), und so betonte man, dass „sich aus dem einen oder anderem Artikel […] nicht die Anklage begründen läßt, daß aber aus der Zusammenwirkung […] sämtlicher Artikel, in Verbindung mit anderen Tatsachen die Anklage hervorgegangen ist“. Nach einer von beiden Seiten vor allem politisch eingefärbten Verhandlung hielt der Staatsanwalt Hoffmann alle drei Angeklagten für schuldig, stellte aber den Geschworenen die Verurteilung Hepners anheim. Das Geschworenenurteil erging am 26. März 1872. Hepner wurde freigesprochen, gegen Liebknecht und Bebel war das Urteil „schuldig“ (es stimmte jedoch nur genau die notwendige Mindestzahl von acht Geschworenen für „schuldig“). Das Gericht verhängte daraufhin zwei Jahre Festungshaft gegen Bebel und Liebknecht, zwei Monate Untersuchungshaft wurden angerechnet. August Bebel wurde sein Reichstagsmandat aberkannt. Die Nichtigkeitsbeschwerde wurde vom Oberlandesgericht Dresden als unbegründet zurückgewiesen.

## Nachwirkung

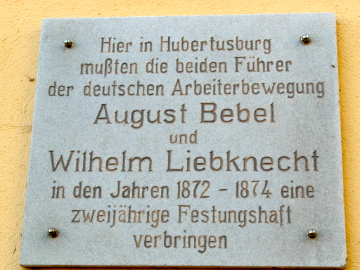
Gedenktafel August Bebel und Wilhelm Liebknecht am Schloss Hubertusburg

Das Kommunistische Manifest war zu der Zeit vergriffen und weiten Kreisen der Bevölkerung unbekannt. Doch nun war es im Prozess von der Staatsanwaltschaft zu Protokoll gegeben worden. Damit konnten die Sozialdemokraten es legal und in hoher Auflage veröffentlichen.
Am 8. Juli 1872 trat August Bebel seine Festungshaft in der Hubertusburg in Wermsdorf an, wo Liebknecht zu dieser Zeit schon einsaß. Er nutzte die Zeit zu Studienzwecken. Am 20. Januar 1873 kam es zu einer Nachwahl, die durch die Aberkennung von Bebels Mandat notwendig wurde und in der August Bebel mit über 4000 Stimmen mehr als im ersten Wahldurchgang als Abgeordneter bestätigt wurde.